# Olivier Allix
 (mars 2025).
Motif : Aucune source secondaire centrée issue de médias d'envergure nationale
- Archive Wikiwix
- Bing
- Cairn
- DuckDuckGo
- E. Universalis
- Gallica
- Google
- G. Books
- G. News
- G. Scholar
- Persée
- Qwant
- (zh) Baidu
- (ru) Yandex
- (wd) trouver des œuvres sur Wikidata

| 1. | Préciser le motif de la pose du bandeau. | Précisez le motif de la pose du bandeau en utilisant la syntaxe suivante : {{admissibilité à vérifier\|date=mai 2025\|motif=remplacez ce texte par le motif}}                      |
| 2. | Informer les utilisateurs concernés.     | Pensez à avertir le créateur de l'article, par exemple, en insérant le code ci-dessous sur sa page de discussion : {{subst:avertissement admissibilité à vérifier\|Olivier Allix}} |

Olivier Allix, né le 25 mars 1959 à Poitiers, est professeur de classe exceptionnelle en génie mécanique à l’ENS Paris-Saclay.

## Carrière
Il effectue ses études de mathématiques à Université Sorbonne (ex-UPMC), il  soutient en 1989 une thèse intitulée Modélisation du comportement des composites stratifiés : application à l'analyse du délaminage, sous la direction de  Pierre Ladevèze,. Olivier Allix est successivement maître de conférences à l'ENS Paris-Saclay en 1989, professeur à l’Université Évry Paris-Saclay en 1992 et professeur associé à l'École Polytechnique de 1993 à 2003.
Il est directeur du Laboratoire de mécanique et technologie (LMT) de l’ENS Paris-Saclay de 2006 à 2009, puis directeur adjoint (2010-2016). 

## Publications (sélection)
- Olivier Allix et Pierre Ladevèze, « Interlaminar interface modelling for the prediction of delamination », Composite Structures, vol. 22, no 4,‎ 1er janvier 1992, p. 235–242. — La plus citée dans Google Scholar.

- Antolin Martínez-Martínez, Enrique Nadal, D. Bonete, Olivier Allix et Juan José Ródenas, « Patient-specific numerical simulation of the bone healing process including implant materials and gait conditions », Finite Elements in Analysis and Design, vol. 236,‎ 2024 (DOI 10.1016/j.finel.2024.104153 , lire en ligne)
- Maxime Pouliquen, Olivier Allix, Roland Ortiz et Juan Pedro Berro Ramirez, « Influence of rate effects on delamination: From Crack Leap Shear tests to low-velocity impacts », Composite Structures, vol. 345,‎ 1er octobre 2024, article no 118409 (DOI 10.1016/j.compstruct.2024.118409, lire en ligne) — Une des plus récentes

## Distinctions
- 2013 - 2018, membre senior de l’Institut universitaire de France.
- 2017 : Chevalier de l’Ordre national du Mérite.
- 2019 : Prix de recherche Gay-Lussac Humboldt.
- 1993 : Prix Jean Mandel

## Vie privée
Olivier Allix et Elisabeth Borne se marient en juin 1989, ont un fils, Nathan, et ils divorcent en 2008.